# Jean-Pierre Babelon
Pour les articles homonymes, voir Babelon.
Jean-Pierre Babelon, né le 17 novembre 1931 dans le 6e arrondissement de Paris et mort le 2 février 2024 dans le 18e arrondissement, est un historien français.

## Biographie
Jean-Pierre Babelon est le fils de Jean Babelon et le petit-fils d'Ernest Babelon. 
Il entre en 1950 à l’École nationale des chartes où une thèse intitulée La demeure parisienne sous Henri IV et Louis XIII lui permet d’obtenir le diplôme d’archiviste paléographe (1954). Il est alors nommé archiviste-adjoint aux Archives départementales de Seine-et-Oise et chargé de mission au château de Versailles, alors qu’il poursuit ses études à l’École du Louvre.
La majeure partie de sa carrière se passe aux Archives nationales comme conservateur du musée de l'Histoire de France, puis conservateur en chef de la section ancienne (1957-1978-1985).
Il poursuit parallèlement ses recherches, en tant que maître de conférence à l’École pratique des hautes études (1969-1985) : Jean-Pierre Babelon travaille sur la France moderne, particulièrement la période des guerres de religion. Il est notamment un spécialiste de l’architecture de ce temps et du bâti parisien. Il n’abandonne ce poste qu’en 1985, quand il est nommé inspecteur général des Archives de France.
De 1989 à 1996, il dirige le château de Versailles avec le titre de directeur du musée et du domaine national de Versailles et de Trianon puis de directeur général de l’Établissement public du musée et du domaine de Versailles.
Il est élu membre de l’Académie des inscriptions et belles-lettres en 1992 et a, à ce titre, été chargé de la conservation du musée Jacquemart-André puis de l’abbaye de Chaalis. A Chaalis, il supervise la restauration des fresques de Primatice de la chapelle sainte-Marie et accompagne la création du Sentier des écrivains et des Journées de la rose.
En 2010, il travaille avec le prince Louis de Bourbon pour la réinhumation de la tête présumée du roi Henri IV dans la nécropole royale de la Basilique Saint-Denis. Selon lui, le président de la République Nicolas Sarkozy prévoit initialement une cérémonie pour mai 2012. Cependant, la controverse autour de la relique et la campagne présidentielle repoussent la date de la célébration, puis le projet est ensuite abandonné par François Hollande.
À partir de 2012, il est membre du conseil scientifique du Figaro histoire.
Il meurt à l'âge de 92 ans le 2 février 2024 dans la même ville à Paris, et est inhumé au cimetière de Sarrey (Haute-Marne).

## Publications
- Historique et description des bâtiments des Archives nationales, 1958
- Demeures parisiennes sous Henri IV et Louis XIII, 1965
- Le Palais de justice, la Conciergerie, la Sainte-Chapelle, 1966
- Richesses d’art du quartier des Halles, maison par maison, 1968 (en collaboration avec Michel Fleury et Jacques de Sacy)
- L'Église Saint-Roch à Paris, 1972
- Paris monumental, 1974, (en collaboration avec Michel Fleury et Alain Erlande-Brandenburg)

- Prix Hercule-Catenacci 1976 de l'Académie française
- Henri IV, Paris, Fayard, 1982, 1103 p. (ISBN 2-213-01201-6, présentation en ligne), [présentation en ligne].

- Prix Monseigneur-Marcel 1983 de l’Académie française
- "La Notion de patrimoine", La Revue de l'Art, 1980 (avec André Chastel). Rééd. Liana Levi (Paris), 1995, 2022
- Paris au XVIe siècle, 1987
- Le Marais, mythe et réalité, 1987 (direction)
- Châteaux de France au siècle de la Renaissance, 1989

- Prix Bordin 1990 de l'Académie des inscriptions et belles-lettres
- François Mansart. Le Génie de l’architecture, 1998 (direction)
- Les Fresques de Tiepolo, 1998 (en collaboration avec Nicolas Sainte-Fare-Garnot)
- Chantilly, 1999
- Jardins à la française, 1999 (en collaboration avec Jean-Baptiste Leroux et Mic Chamblas-Ploton)

- Prix Eugène-Carrière 2000 de l’Académie française
- Le Château d'Amboise, 2004
- Le Palais de l'Institut. Du collège des Quatre-Nations à l'Institut de France, 2005 (direction)
- Paris au XVIe siècle, 2007.
- Primatice à Chaalis, 2007.
- L'Abbaye royale de Chaalis et les collections Jacquemart-André, 2007.
- L'Église Saint-Roch ou la Grâce divine en action, 2008.
- Les Archives. Mémoires de la France, coll. « Découvertes Gallimard/Culture et société » (no 536), 2008.

## Décorations
- Commandeur de la Légion d'honneur
- Grand officier de l'ordre national du Mérite
- Commandeur de l'ordre des Palmes académiques
- Commandeur de l'ordre des Arts et des Lettres
- Commandeur de l'Ordre pro Merito Melitensi
- Chevalier de l'ordre royal de l'Étoile polaire